# Nippon Columbia
Nippon Columbia K.K. (jap. 日本コロムビア株式会社, Nippon Koromubia Kabushiki kaisha) ist ein japanisches Plattenlabel, das 1910 als Nippon Phonograph Company gegründet wurde. 1931 schloss es sich der britischen Columbia Graphophone Company an und übernahm die damals gängigen Markenzeichen und -namen. 1946 wurde der Namen in Nippon Columbia Company Limited geändert. Erst 2002 folgte die aktuelle Benennung. Columbia Music Entertainment produzierte bis 2001 auch Elektronikprodukte unter dem Markennamen Denon. Das Label firmiert außerhalb Japans aus markenrechtlichen Gründen (außerhalb Japans ist Sony Music Besitzer der Columbia-Namensrechte) als Savoy Label Group, die Musik über ihre Labels SLG, Savoy Records/Savoy Jazz und Denon veröffentlicht und vertreibt.
Das japanische Plattenlabel steht in keiner Beziehung zum US-amerikanischen Label Columbia Records von Sony Music, die aufgrund der Rechtelage am Markennamen in Japan als Sony Records firmieren.

## Künstler (Auswahl)
- Chiai Fujikawa
- Ayumi Hamasaki
- Kiyoshi Hikawa
- Susumu Hirasawa
- Yō Hitoto
- Minako Honda
- Ayumi Ishida
- Sayuri Ishikawa
- Hiroshi Itsuki
- Czecho No Republic
- Gargoyle
- Ami Koshimizu
- Laboum
- Machico
- Malice Mizer
- Alisa Mizuki
- Rie Murakawa
- Madkid
- Not Yet
- The Roosters
- Sweet ARMS
- Syrup16g
- The Yellow Monkey
- Zigzo